# 제주화력발전소

제주화력발전소 건물

제주발전본부(舊. 제주화력발전소)는 천혜의 관광지인 제주도 북단(제주시 원당로 133)에 위치하고 있으며, 기력 2기, 내연 2기, 가스터빈, 태양광, 풍력 발전시설 등 다양한 발전설비를 운영중이다.
 1982년 11월 10MW 기력발전소 운영을 시작한 이래, 현재 발전설비용량은 308MW로 제주도 전체의 약 31%를 담당하고 있는 제주지역 최대 발전단지이다.

## 발전설비 현황[1]
| 발전방식      | 발전원        | 설비용량             | 설비용량             | 소계 (MW) |
| ------------- | ------------- | -------------------- | -------------------- | --------- |
| 기 력         |               | 2,중유호기           | 75MW × 2기           | 150       |
| 내 연         |               | 1, 2호기             | 40MW × 2기           | 80        |
| 가스터빈      |               | 55MW × 1기           | 55MW × 1기           | 55        |
| 신재생에너지  |               | 3MW x 7기            | 3MW x 7기            | 21        |
| 신재생에너지  | 태양광        | 1MW × 1기, 1MW × 1기 | 1MW × 1기, 1MW × 1기 | 2         |
| 설비용량 총계 | 설비용량 총계 | 308MW                | 308MW                | 308MW     |

### 기력 발전
1982년 11월 29일에 제주 화력 발전소의 첫 번째 발전 시설인 기력 제 1호기(10MW)가 준공되었다. 이후 2000년에 기력 2, 3호기(각각 75MW)가 준공되었고, 2009년에 기력 제 1호기가 폐지되었다. 현재는 기력 2, 3호기만 가동중이며, 기력 2호기는 중유를, 3호기는 바이오중유로 사용중이다. 두기모두 자연순환보일러로서 총 발전용량은 150MW이다.

### 내연 발전
1984년에 내연 1, 2, 3호기가 준공되었다. 이어서 1985년에 내연 4호기, 1986년에는 내연 5, 6, 7, 8호기가 준공되었다. 시설이 노후되어 2003년에 5MW급 8기의 내연력 발전시설은 모두 폐지되었고, 2005년에 다시 내연 제 1호기(40MW)가 준공되었다. 2009년에는 내연 제 2호기(40MW)가 준공되었다. 현재 내연 1, 2호기가 가동중이며, 총 발전용량은 80MW이다.

### 가스터빈 발전
1994년에 55MW급 가스터빈 제 3호기가 준공되었다. 이 시설은 현재까지 사용되고 있으며 도내 블랙아웃시 최초 기동되는 급전설비이다. 1,2호기는 현재 한국전력공사로 이관되어 동기조상기로 사용되고있다.

### 발전
2008년에 태양광 발전설비가 세워졌다. 발전용량은 약 0.05MW이다. 또한 2013년 제주대학교내 옥상을 활용한 1MW의 태양광발전시설을 준공하였고 2014년 제주화력발전소내 태양광발전설비를 세워 1.2MW로 증설되었다.

### 태양광 발전
2008년에 태양광 발전설비가 세워졌다. 발전용량은 약 0.05MW이다. 또한 2013년 제주대학교내 옥상을 활용한 1MW의 태양광발전시설을 준공하였고 2014년 제주화력발전소내 태양광발전설비를 세워 1.2MW로 증설되었다.

## 증설 계획
2016년 3월부터 LNG를 연료원으로 사용할 200MW 규모의 복합화력 설비를 착공하여 2018년 6월 완공하는 것을 목표로 하고 있다.
2018년 8월 완공

## 발전 현황
| 년도   | 전기생산량 (단위 : MWh) |
| ------ | ----------------------- |
| 2005년 | 1,305,982               |
| 2006년 | 1,319,535               |
| 2007년 | 980,576                 |
| 2008년 | 982,690                 |
| 2009년 | 1,090,384               |
| 2010년 | 1,390,384               |
| 2011년 | 1,020,354               |
| 2012년 | 1,430,384               |
| 2013년 | 1,520,384               |

## 연혁
- 1981년 3월 : 발전소 건설 시작
- 1982년 11월 : 기력 제 1호기가 준공
- 1984년 8월 : 내연 제 1, 2, 3호기 준공
- 1985년 5월 : 내연 제 4호기 준공
- 1986년 7월 : 내연 제 5, 6, 7, 8호기 준공
- 1994년 6월 : 가스터빈 제 3호기 준공
- 2000년 3월 : 기력 제 2호기 준공
- 2000년 12월 : 기력 제 3호기 준공
- 2001년 2월 : 북제주화력에서 제주화력으로 명칭 변경
- 2003년 10월 : 내연 발전시설(1~8호기) 폐지
- 2005년 6월 : 내연 제 1호기 준공
- 2008년 2월 : 제주화력 태양광 발전설비 준공(0.05MW)
- 2008년 12월 : 기력 제 2호기가 1000일 장기무고장운전을 달성
- 2009년 1월 : 기력 제 1호기 폐지
- 2009년 6월 : 내연 제 2호기 준공
- 2012년 1월 : 제주대학교 태양광 발전소 준공
- 2014년 1월 : 제주화력 태양광 발전소 준공